# British Ecological Society
Pour les articles homonymes, voir BES.
La British Ecological Society (BES) soutient les communautés scientifiques de recherches et d’enseignement afin qu’elles puissent continuer à être dynamiques et productives, de produire de nouvelles connaissances, de former des personnes qualifiées et d’améliorer la présence de l’écologie scientifique dans l’ensemble de la société.

## Histoire et objectifs
La BES, fondée en 1913, a été la première société savante écologique dans le monde. L’objectif initial de la Société était de « promouvoir et de favoriser l’étude de l’écologie dans son sens le plus large », ce qui est toujours son but principal aujourd’hui. 

## Composition
La Société compte près de 4 000 membres, dont 14 % d’étudiants. Son audience est internationale et 38 % travaillent aujourd’hui à l’extérieur du Royaume-Uni dans un total de 92 pays.

### Présidents
- 1913–1914 Arthur Tansley
- 1917-1918 William Gardner Smith[1]
- 1920-1921 Richard Henry Yapp
- 1921–1922 Robert Lloyd Praeger
- 1923–1924 Frederick Ernest Weiss
- 1927–1928 Edward James Salisbury
- 1931–1932 Arthur Edwin Boycott
- 1933–1934 James Robert Matthews
- 1935–1936 William Harold Pearsall
- 1937–1938 Arthur Tansley (2nd term)
- 1946–1947 Alexander Watt
- 1954–1956 Arthur Roy Clapham
- 1958–1959 Norman Alan Burges
- 1962–1963 Paul Westmacott Richards
- 1964–1965 David Lack
- 1966–1967 John L. Harper
- 1968–1969 Henry Neville Southern
- 1970–1971 John Laker Harley
- 1974–1975 George Clifford Evans
- 1976–1977 Richard Southwood
- 1980–1981 George Mackenzie Dunnet
- 1982–1983 Anthony David Bradshaw
- 1984–1985 L.R. Taylor
- 1986–1987 C. H. Gimingham
- 1988–1989 R. J. Berry
- 1990–1991 Peter J. Grubb
- 1992–1993 Robert May, Baron May of Oxford
- 1994–1995 Ian Newton
- 1996–1997 John A. Lee
- 1998–1999 Michael Hassell
- 2000–2001 John Whittaker
- 2002–2003 John Grace
- 2003–2005 Alastair Fitter
- 2005–2007 John Lawton
- 2007–2009 Malcolm Press
- 2009–2011 Charles Godfray
- 2011–2013 Georgina Mace
- 2013–2015 William Sutherland
- 2016–2017 Sue Hartley
- 2017–2019 Richard Bardgett
- 2020– Jane Memmott

## Activités
Son activité principale est la publication de revue scientifique. Le Journal of Ecology commence à paraître dès 1913 lors de la réunion inaugurale de la Société. D’autres journaux font être créés : Journal of Animal Ecology (1932), Journal of Applied Ecology (1964) et Functional Ecology (1987). Ces quatre revues primaires publient des articles en provenance du monde entier et sont à l’’avant-garde du développement de l’écologie. Le statut de membre de la BES donne droit à un tarif d’abonnement préférentiel.
La Société organise, chaque année, plusieurs réunions importantes pour les écologistes. La réunion annuelle (Annual Meeting) attire chaque année 700 délégués et offre la possibilité aux congressistes de présenter des communications et des posters sur des sujets variés ; la participation active des étudiants a toujours été l’une de ses constantes. Cette rencontre attire de plus en plus des écologistes étrangers, principalement européens, et est devenue le plus important congrès d’écologie en Europe. 
Depuis 1960, la Société organise un symposium annuel et fait paraître les articles qui y sont présentés sous forme d’un volume. Elle soutient également plusieurs autres réunions, groupes de travail et sorties de terrain.

## Orientation bibliographique
- John Sheail (1987). Seventy-five years in ecology: the British Ecological Society, Blackwell Science : xiv + 301 p.  (ISBN 0-632-01917-4)